# Santia compacta
Santia compacta är en kräftdjursart som beskrevs av Sivertsen och Lipke Bijdeley Holthuis 1980. Santia compacta ingår i släktet Santia och familjen Santiidae. Inga underarter finns listade i Catalogue of Life.